# Catacumbas de los Capuchinos
Las Catacumbas de los Capuchinos (también llamadas Catacumbas de los Capuchinos de Palermo) son unas catacumbas ceremoniales situadas en la ciudad de Palermo (Sicilia), en el sur de Italia.  

## Historia

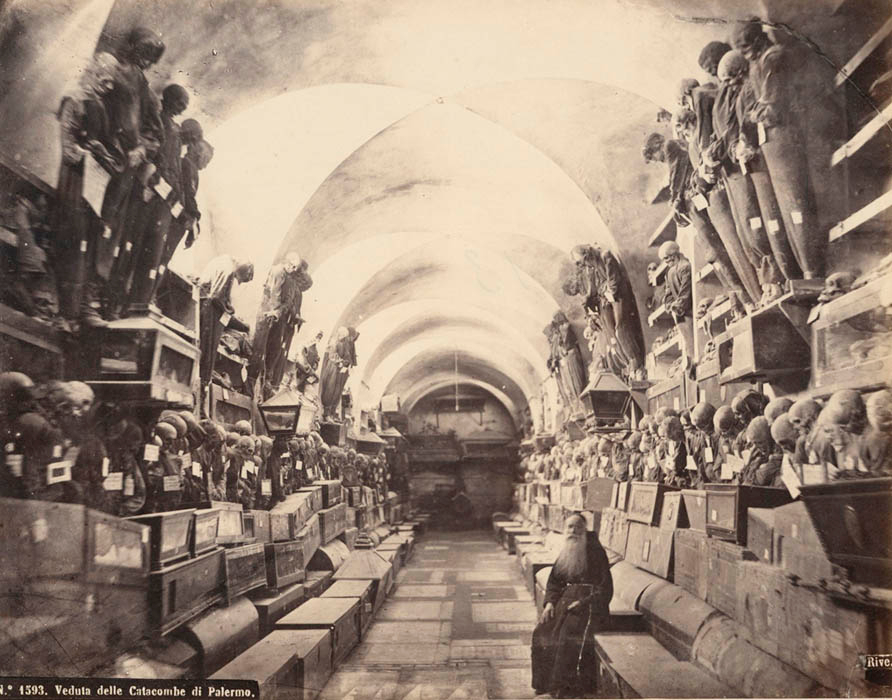
Galería de las catacumbas a finales del siglo XIX

En 1534 la Orden de los Hermanos Menores Capuchinos, una rama reformista de los franciscanos que se había fundado recientemente, construyeron su primer monasterio en suelo siciliano fuera de las puertas de la ciudad de Palermo. En 1597 el cementerio del monasterio comenzó a quedarse sin espacio. Es entonces cuando los monjes deciden construir una cripta en el subsuelo del recinto monástico. Será el 16 de octubre de 1599 cuando enterrarán la primera momia, la del hermano Silvestro de Gubbio. Su cuerpo es el primero que hay a la izquierda inmediatamente después de la entrada. Cuando los frailes bajaron para trasladar los cadáveres de la cripta vieja a la nueva, descubrieron que 45 de estos habían quedado prácticamente intactos al momificarse naturalmente. El hecho fue interpretado como un signo de benevolencia celestial, y los frailes decidieron no enterrar más estos cuerpos sino exponerlos de pie en hornacinas colocadas alrededor de las paredes del primer corredor de las Catacumbas como memento mori.
Los cuerpos de los hermanos fallecidos se trasladaban al "coladero", donde eran sometidos a un proceso de deshidratación después de haber retirado los órganos. Pasados entre ocho y doce meses eran lavados en vinagre y rellenados de paja. Algunos fueron embalsamados, mientras que otros fueron encerrados y sellados en vitrinas de cristal. Los monjes portaban sus ropas de diario. Otros métodos utilizados, especialmente en épocas de epidemias, incluían un baño de agua con arsénico o cal. Este es el método utilizado para el cadáver de Antonio Prestigiacomo, que murió en 1844 a los 50 años y descansa de pie dentro de un nicho con el rostro rojizo.

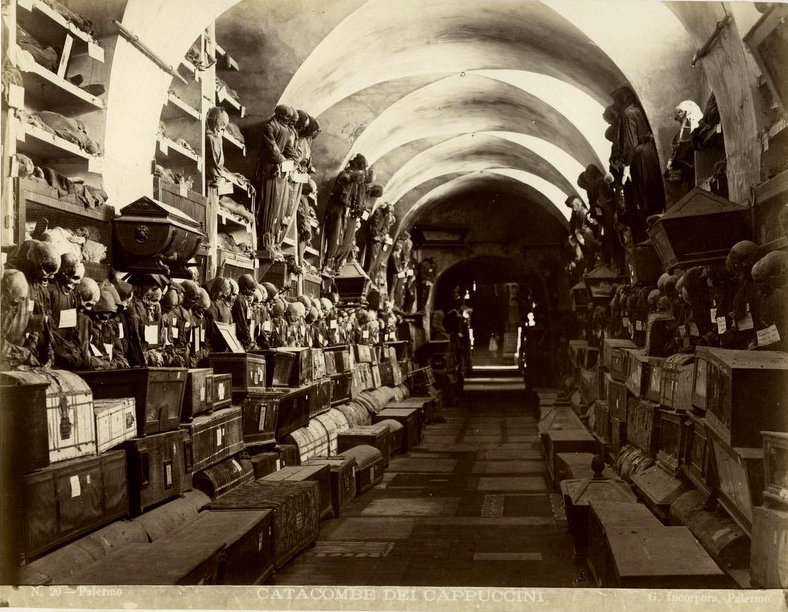
Galería de las catacumbas a finales del siglo XIX

Originalmente, y hasta 1670, las catacumbas se usaron con el único propósito de enterrar a los monjes capuchinos. Pero el descubrimiento de los 45 cuerpos momificados naturalmente trajo cierta fama al convento y los frailes comenzaron, poco a poco, a acoger a un número creciente de cadáveres "seculares". Será en 1783 cuando decidieron otorgar entierro a todo aquel que pudiera pagar los costos del embalsamamiento. Así fue como se ampliaron las Catacumbas Capuchinas de Palermo y se crearon nuevos corredores. Lo que iba a ser el cementerio "privado" de los frailes se convirtió en una especie de museo de la muerte.
Durante los siglos siguientes, beneficiarse de un entierro en las catacumbas de los capuchinos se convirtió en un signo de prestigio social para la élite siciliana. El convento no pudo ignorar la demanda, especialmente porque muchos de los benefactores del monasterio pertenecían a esta élite. Esto permitió también a los religiosos recolectar dinero y transmitir el mensaje de “memento mori”. En su testamento, los interesados pedían que se les mantuviera con cierto tipo de ropa, o incluso que se les cambiara la ropa a intervalos regulares. Los sacerdotes vestían sus ropas sacerdotales, mientras que otros querían vestirse según la moda de su época. Los familiares a menudo visitaban a sus fallecidos, no solo para orar, sino también para mantener los cuerpos en una apariencia presentable. 
El deseo de los mejores círculos de Palermo por un funeral con los capuchinos continuó sin cesar durante más de dos siglos. Es así como las catacumbas se mantuvieron durante todo este tiempo gracias a las donaciones de las familias. Cada cuerpo nuevo se colocó en un nicho temporal, antes de ser trasladado a su lugar de descanso final. Mientras continuaron las donaciones, el cuerpo permaneció en su lugar. En el momento en que la familia dejaba de realizar donaciones el cadáver se almacenaba en un estante a la espera de reanudar de nuevo los pagos.  
No fue hasta 1837 que el gobierno prohibió este tipo de sepultura. Aun así el último monje en ser enterrado fue el hermano Riccardo en 1871. Los entierros continuaron hasta 1880, año en que se cierra el cementerio. Sin embargo hubo dos cuerpos más que se enterraron a principios del siglo XX: el primero, en 1911, era el de Giovanni Paterniti, vicecónsul de Estados Unidos (todavía conserva el bigote); el segundo, en 1920, fue el de la pequeña Rosalía Lombardo.

## Descripción

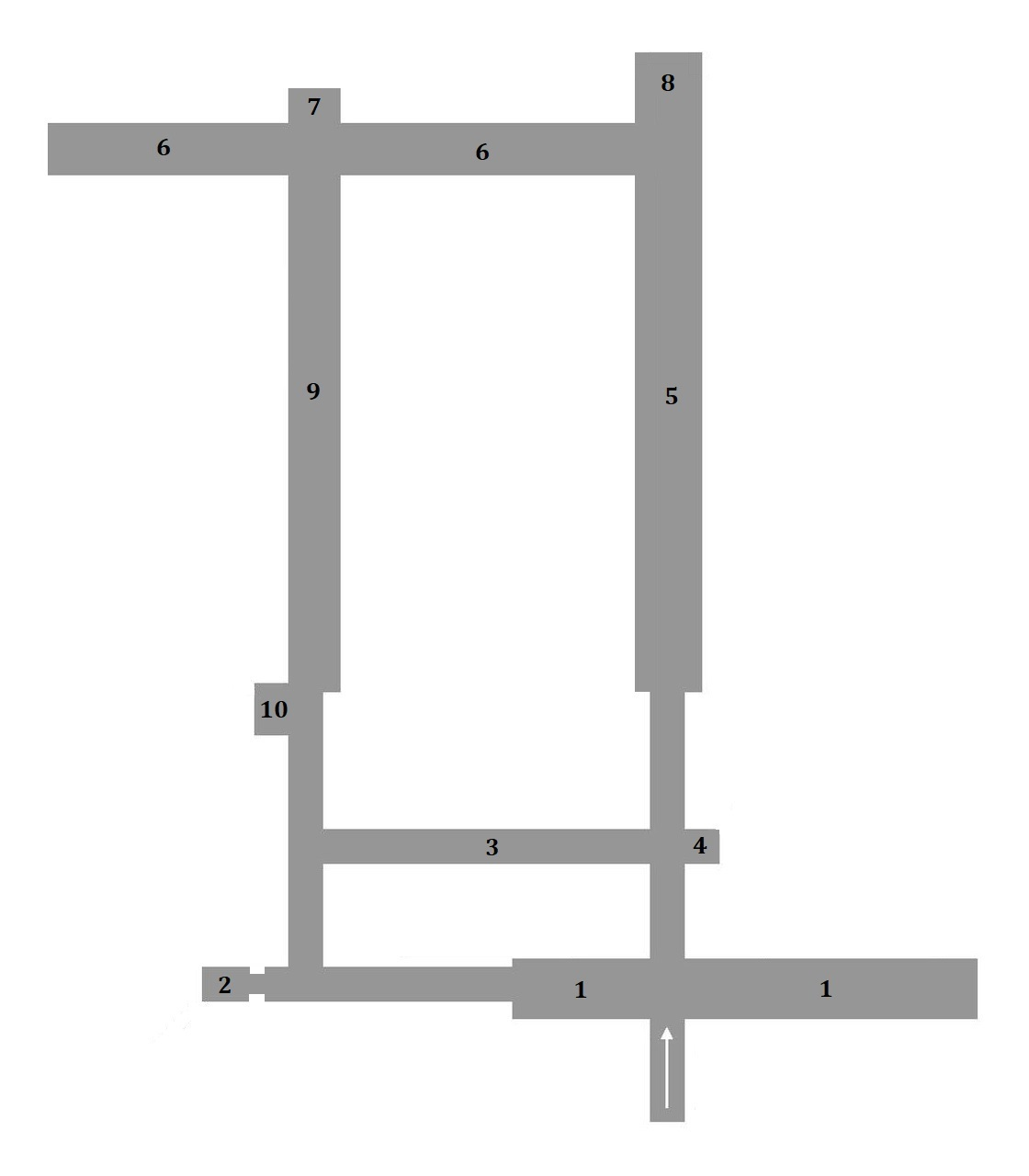
Distribución de las Catacumbas de los Capuchinos de Palermo. 1- Corredor de los frailes capuchinos; 2- Capilla de Santa Rosalía; 3- Corredor de los sacerdotes; 4- Nicho de los niños; 5- Corredor de los hombres; 6- Corredor de las mujeres; 7- Nicho de las jóvenes vírgenes; 8- Coladero; 9- Corredor de los profesionales; 10- Coladero

Las galerías fueron excavadas a finales del siglo XVI en estilo gótico con bóvedas de crucería. Los cadáveres allí presentes nunca han sido inventariados, pero según indica el último censo realizado por EURAC en 2011 estos deben alcanzar la cifra de unos 8.000, además de 1.252 momias, todos ellos recubriendo las paredes.
Las momias, de pie o acostadas, completamente vestidas, se dividen por sexo y categoría social, aunque la mayoría de ellas pertenecen a las clases altas, ya que el proceso de embalsamamiento era caro. En los distintos sectores reconocemos: prelados; comerciantes y burgueses con sus ropas de "domingo"; oficiales del ejército con uniformes de gala; jóvenes mujeres vírgenes, que murieron antes de poder casarse, vestidas con su traje de novia; grupos familiares de pie sobre estantes altos, delimitados por rejas delgadas similares a balcones; niños; etc. Sin embargo, muchos cuerpos pertenecen a los propios frailes de la orden capuchina.
La cripta está formada por cinco pasillos. El núcleo más antiguo está constituido por el corredor de los frailes capuchinos, momificados con el hábito, vestimenta típica de su orden. Poco después se construyó el corredor dedicado a los sacerdotes, que guardan ricas ropas sacerdotales. En el pasillo de las mujeres podemos ver los cadáveres vestidos con ropas bordadas y gorros ornamentales en la cabeza. En este pasillo hay un nicho donde reposan los cuerpos de jóvenes vírgenes. En el pasillo de los hombres descansan figuras de la emergente burguesía de Palermo. Al final de este pasillo se puede ver uno de los coladeros. El corredor de los profesionales conserva las momias de médicos, abogados, maestros, artistas, políticos, oficiales y soldados de los ejércitos borbones e italianos. Entre ellos se encuentra el pintor Velásquez, los escultores Filippo Pennino y Lorenzo Marabitti y el cirujano Salvatore Manzella. En uno de los extremos del pasillo dedicado a los sacerdotes se encuentra el nicho donde reposan los niños. Muchos están colocados en poses. Por ejemplo, dos niños están sentados juntos en una mecedora. Finalmente encontramos una capilla dedicada a Santa Rosalía y otro coladero, donde a día de hoy todavía se guarda alguna momia.
Algunos cuerpos están mejor conservados que otros. Los féretros eran accesibles a las familias de los fallecidos para que en ciertos días pudieran tomar sus manos y así "unirse" a estos en oración.
Entrando por la izquierda, al final del primer corredor, a la derecha, se encuentran imponentes monumentos sepulcrales, entre los que destaca el de Giuseppe Grimau, fallecido en 1755.
Cuando a mediados del siglo XIX las disposiciones sanitarias prohibieron los entierros en las iglesias, se erigió el Cementerio de los Capuchinos junto a la iglesia.
Muchos de los ataúdes del pasillo de mujeres fueron víctimas de un atentado bomba que hubo en Palermo el 11 de marzo de 1943, durante el cual fue alcanzada la cripta. Otros ataúdes fueron dañados y destruidos en un incendio ocurrido en 1966. 

### Entierros destacables

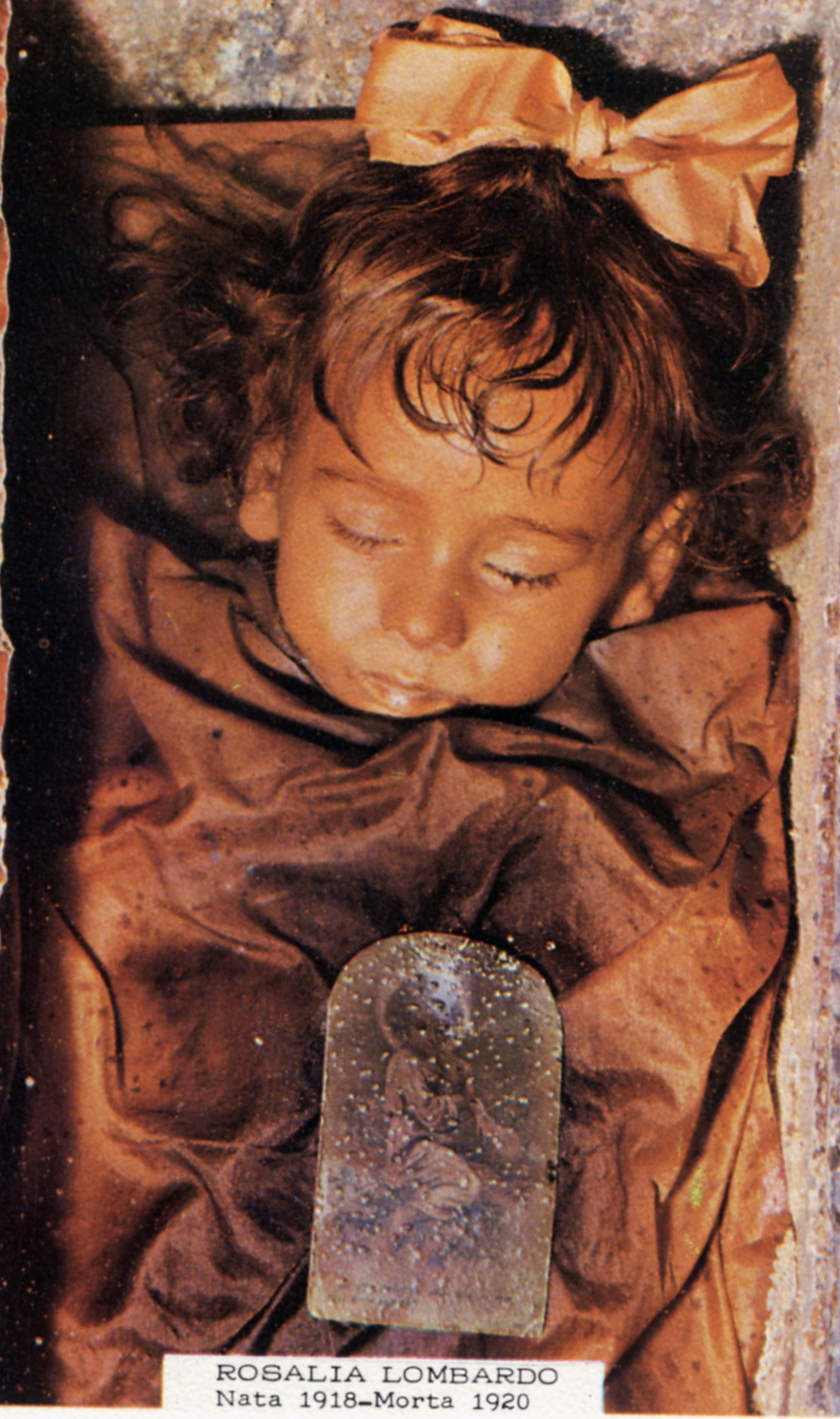
Momia de Rosalía Lombardo (1918-1920)

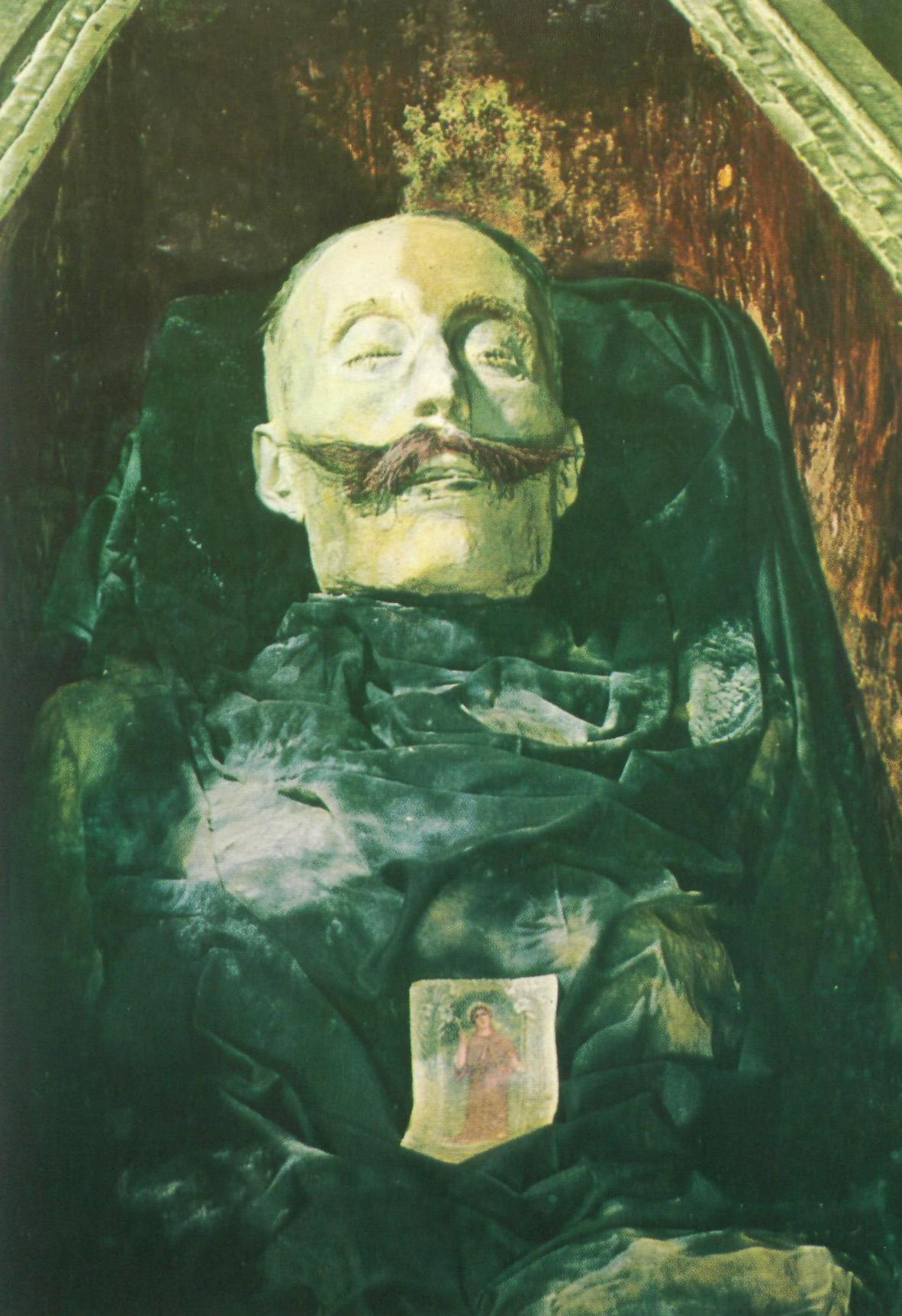
Momia de Giovanni Paterniti

Entre los cuerpos conservados en las catacumbas capuchinas, destaca particularmente la momia de Rosalia Lombardo, visible en la capilla de Santa Rosalía al final del primer corredor, a la izquierda. Nacida en Palermo el 13 de diciembre de 1918 y muerta allí de neumonía el 6 de diciembre de 1920, la niña fue la última a los que se le permitió ser enterrados en la cripta. El embalsamamiento, muy deseado por el padre, fue a cargo del profesor Alfredo Salafia, el mismo que embalsamó a Francesco Crispi.
Resultados científicos de 2009 mostraron que para el embalsamamiento se utilizó una mezcla compuesta de formalina (para matar bacterias), alcohol (que habría contribuido a la deshidratación) glicerina (por prevenir el secado excesivo), ácido salicílico (que habría evitado el crecimiento de hongos) y sales de zinc (que confieren rigidez). La niña aparece intacta. De hecho, a través de una radiografía precisa se puede ver que todo el cuerpo está perfectamente intacto. Se puede ver claramente tanto el hemisferio cerebral como el órgano hepático. Tan bien conservado está que da la impresión de estar durmiendo, mereciendo así el apodo de La Bella Durmiente.
Si bien el proceso de momificación es uno de los mejores, el cuerpo muestra pequeños signos de descomposición. Por tanto, fue necesario colocar el ataúd histórico dentro de una caja hermética de acero y vidrio, saturada con nitrógeno, que evita el crecimiento de microorganismos, mantenida a una temperatura constante de 20 °C y con una humedad del 65%.
Entre los enterrados se encuentran también algunas personalidades muy conocidas, como Giovanni Paterniti († 1911), vicecónsul de Estados Unidos; los escritores Alessio Narbone y don Vincenzo Agati († 3 de abril de 1731); así como Ayala, hijo de un rey tunecino que más tarde se convirtió al catolicismo y tomó el nombre de Felipe de Austria († 20 de septiembre de 1622). Además, los escultores Filippo Pennino y Lorenzo Marabitti y el médico Salvatore Manzella están enterrados en la cripta. En el llamado "corredor de los sacerdotes" se encuentra el cuerpo de Franco D'Agostino, un obispo del Rito bizantino. El coronel Enea DiGuiliano, vestido con uniforme borbón francés, también está enterrado en la cripta. 

### Investigación científica
Sicily Mummy Project es un proyecto creado en 2007 para estudiar las momias y crear perfiles sobre ellas. El proyecto está dirigido por el antropólogo Dario Piombino-Mascali del Departamento de Patrimonio Cultural e Identidad Siciliana de Palermo, y cuenta con el respaldo de la Academia Europea de Bozen/Bolzano (EURAC). Las momias son radiografiadas y tomadas por tomografía computarizada, con el fin de preservar las momias, junto con otras técnicas antropoliciales y paleopatológicas para confirmar la edad y sexo de los individuos. Piombino-Mascali atribuye al programa la reapertura de la discusión sobre la muerte en Sicilia:
Durante muchos años el tema de la muerte fue tabú [en Sicilia]. Ahora, dada la importancia científica que está surgiendo con estas momias, la gente está entendiendo que en Sicilia, la muerte siempre ha sido parte de la vida. Durante siglos, muchos sicilianos utilizaron la momificación para asegurarse de que existía una relación constante entre la vida y la muerte.

## Turismo
El sitio es descrito con precisión por Guy de Maupassant en En Sicile, un diario de viaje publicado en 1886, luego integrado en 1890 en el volumen de La Vie errante.
Las catacumbas están abiertas al público, pero en teoría está prohibido tomar fotografías. También se han instalado vallas de hierro para evitar que los turistas toquen o tomen fotografías de los cuerpos. Desde la década de 1980, el dióxido de carbono liberado por la respiración de multitudes de visitantes y la iluminación que brinda la apertura de ventanas en las partes superiores han modificado irreparablemente el ambiente propicio para la conservación de los cuerpos, llegando a degradarlos considerablemente.
Hoy en día las catacumbas se han convertido en una atracción turística de Palermo

## Galería de fotos

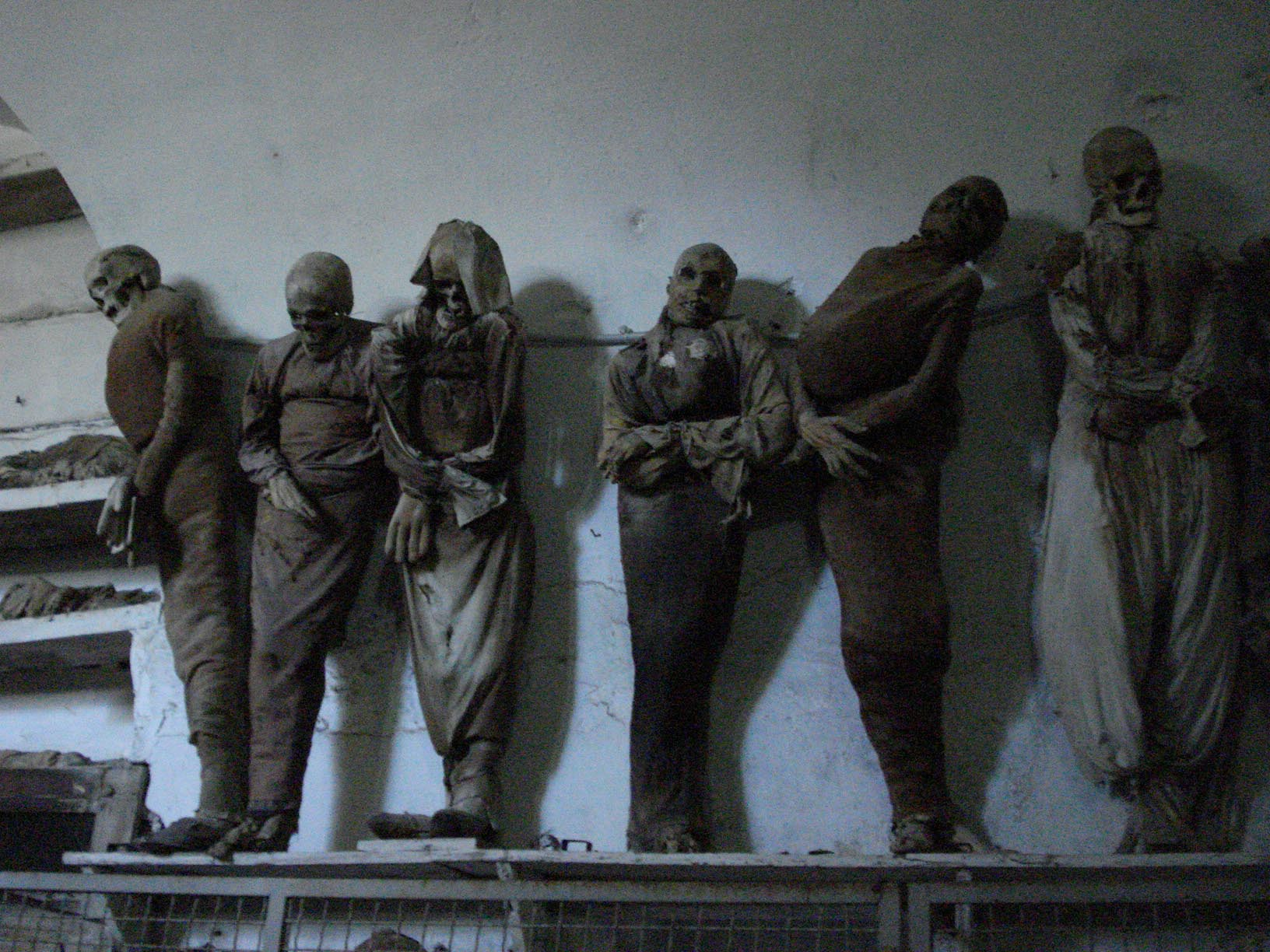
Corredor de los hombres
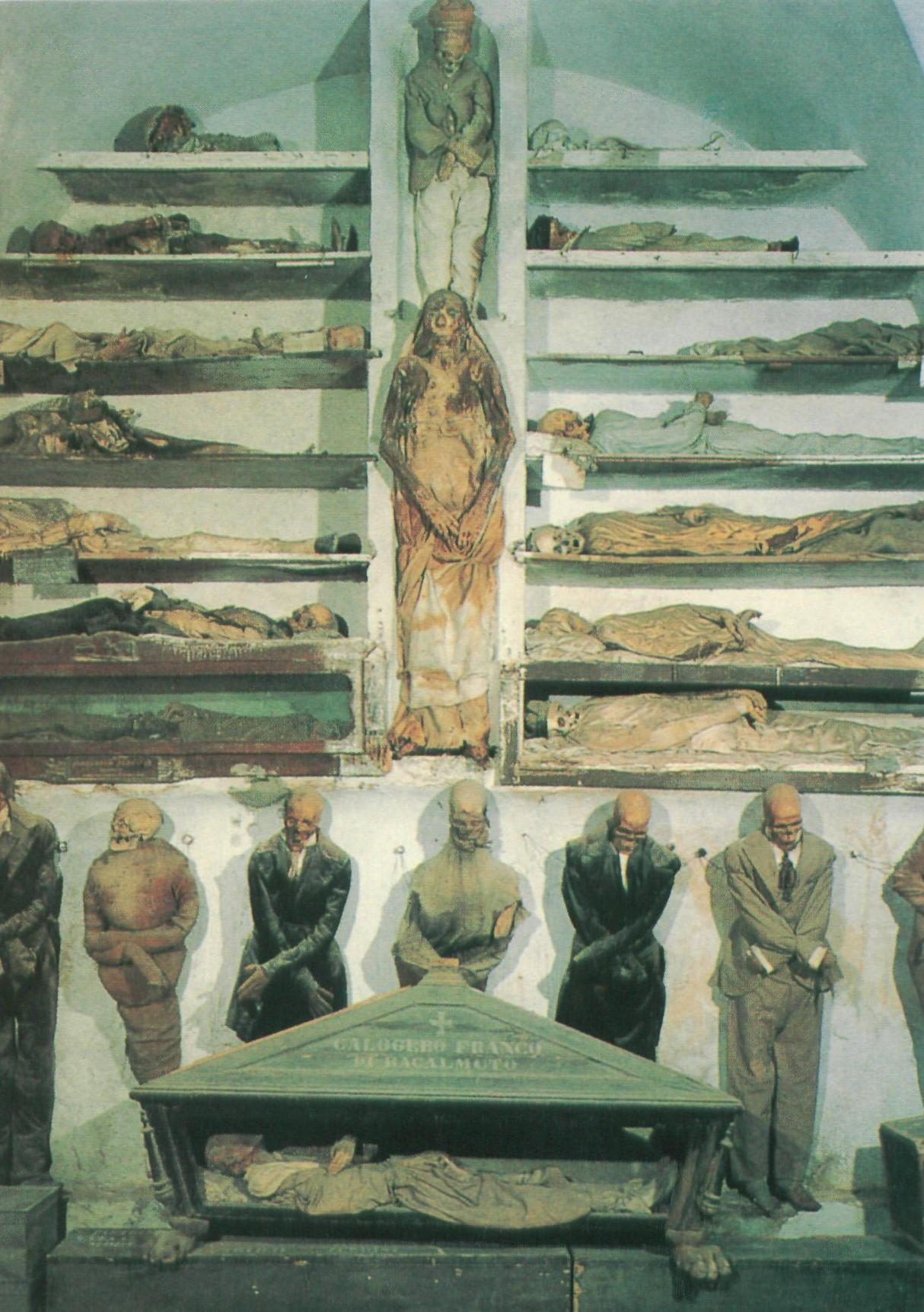
Corredor de los hombres
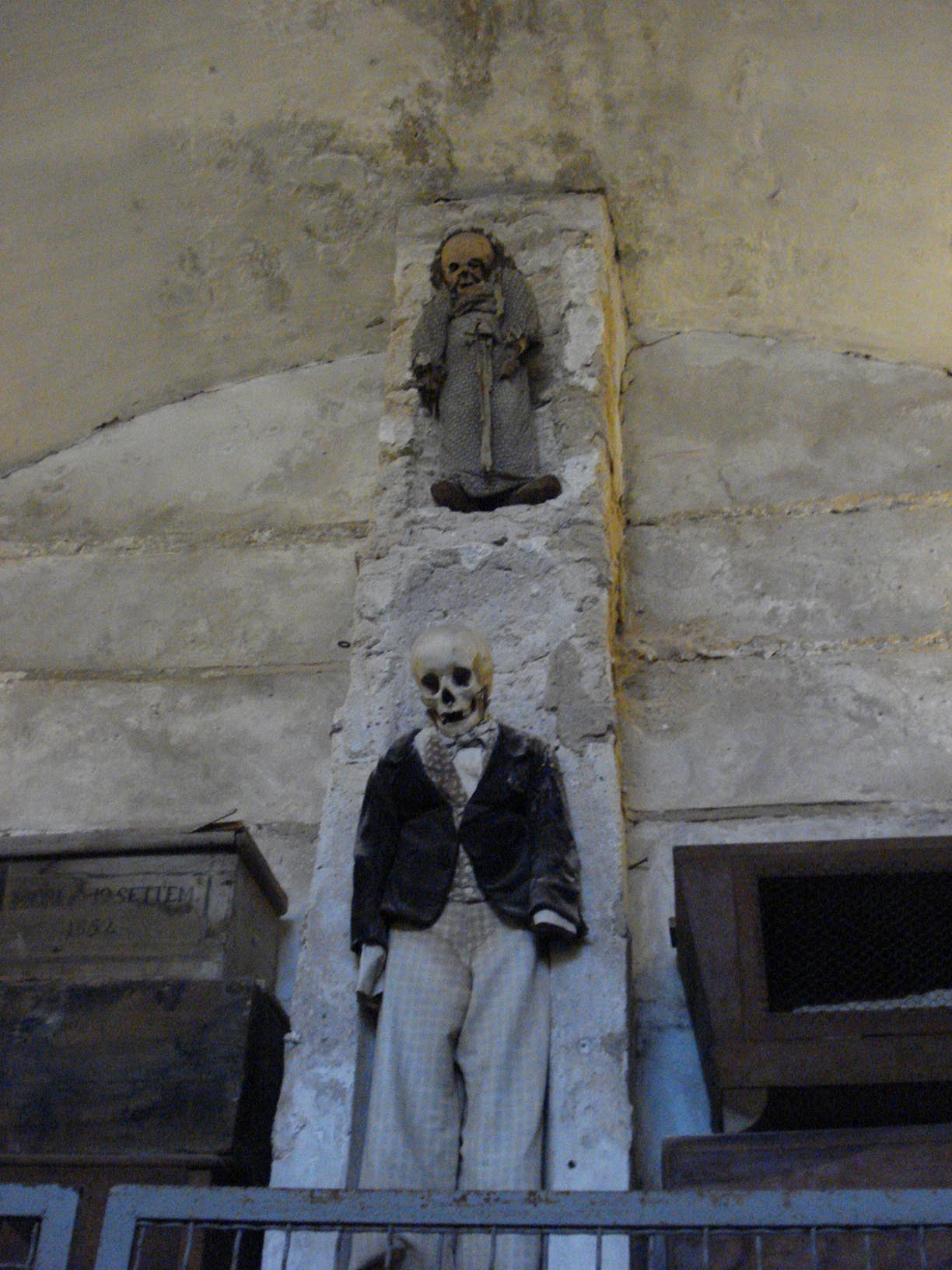
Corredor de los hombres
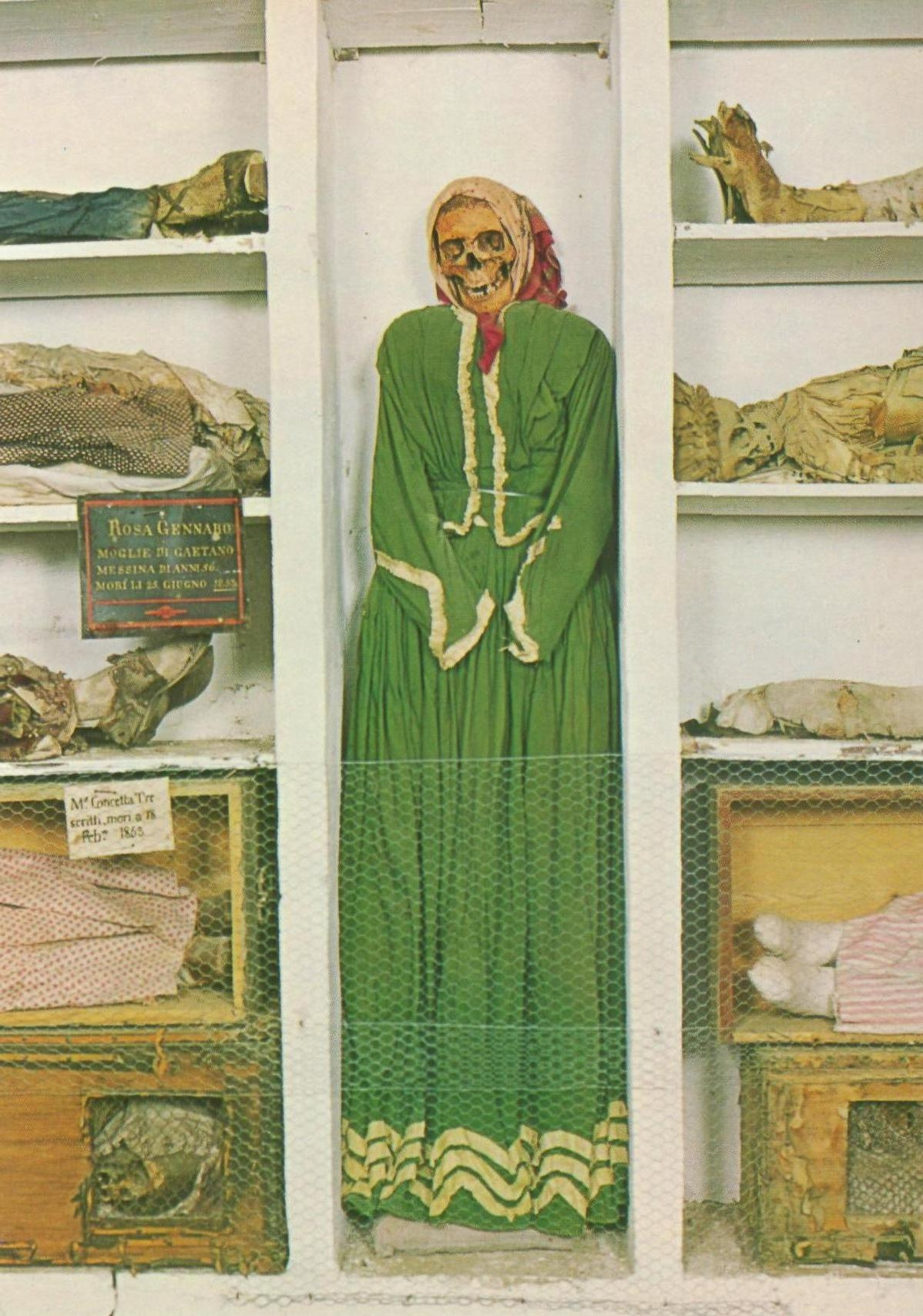
Corredor de las mujeres
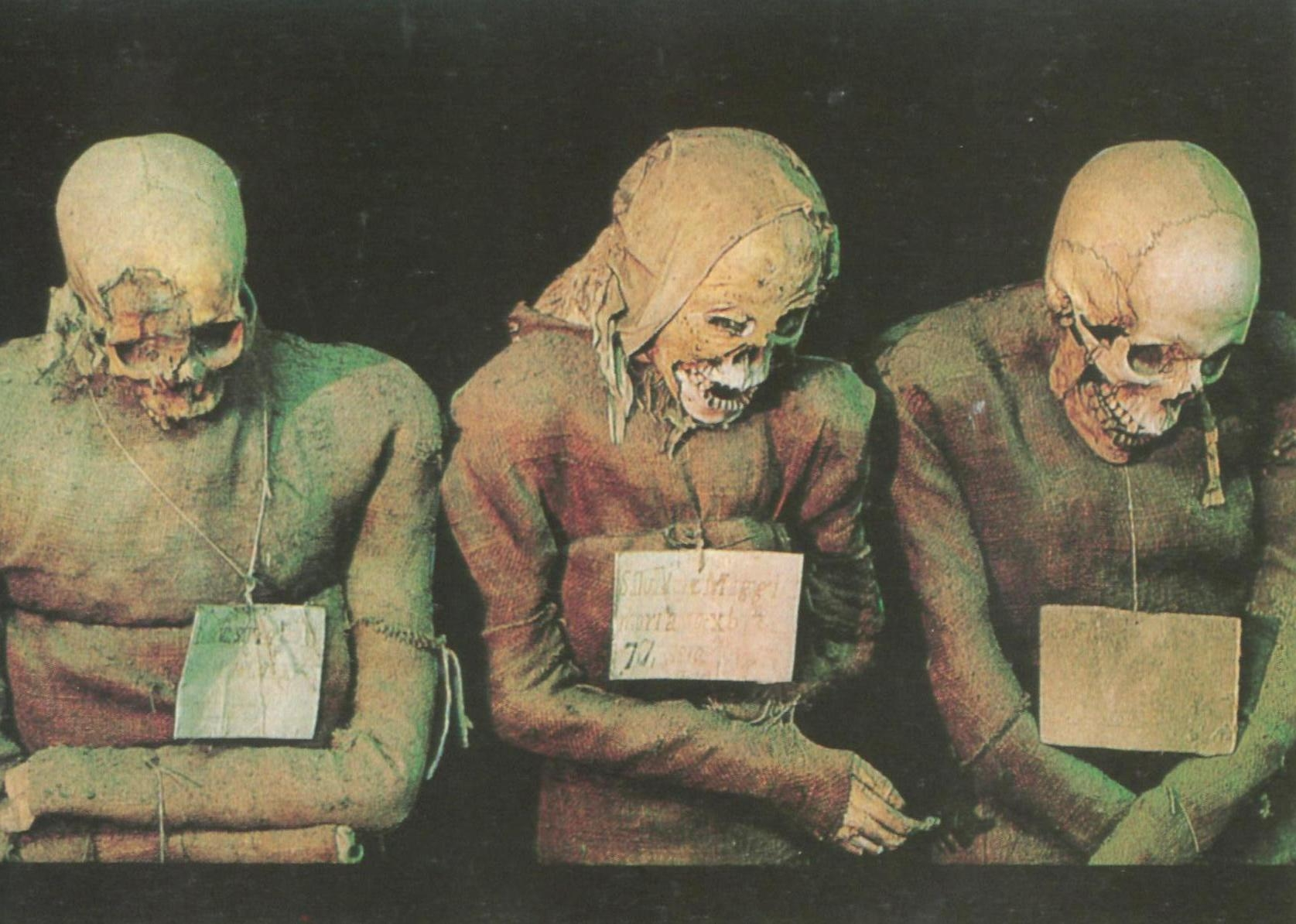
Corredor de los frailes capuchinos
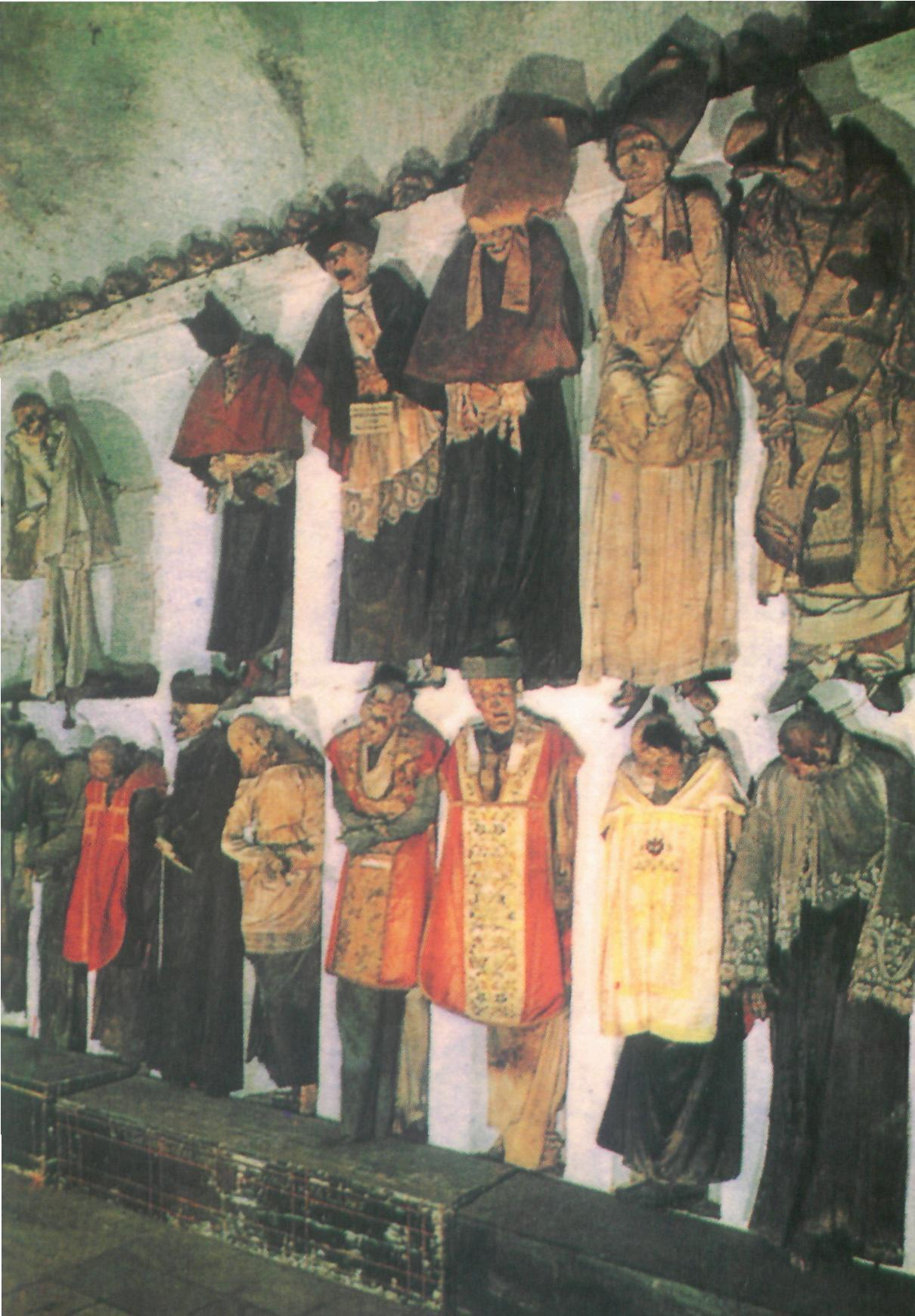
Corredor de los sacerdotes
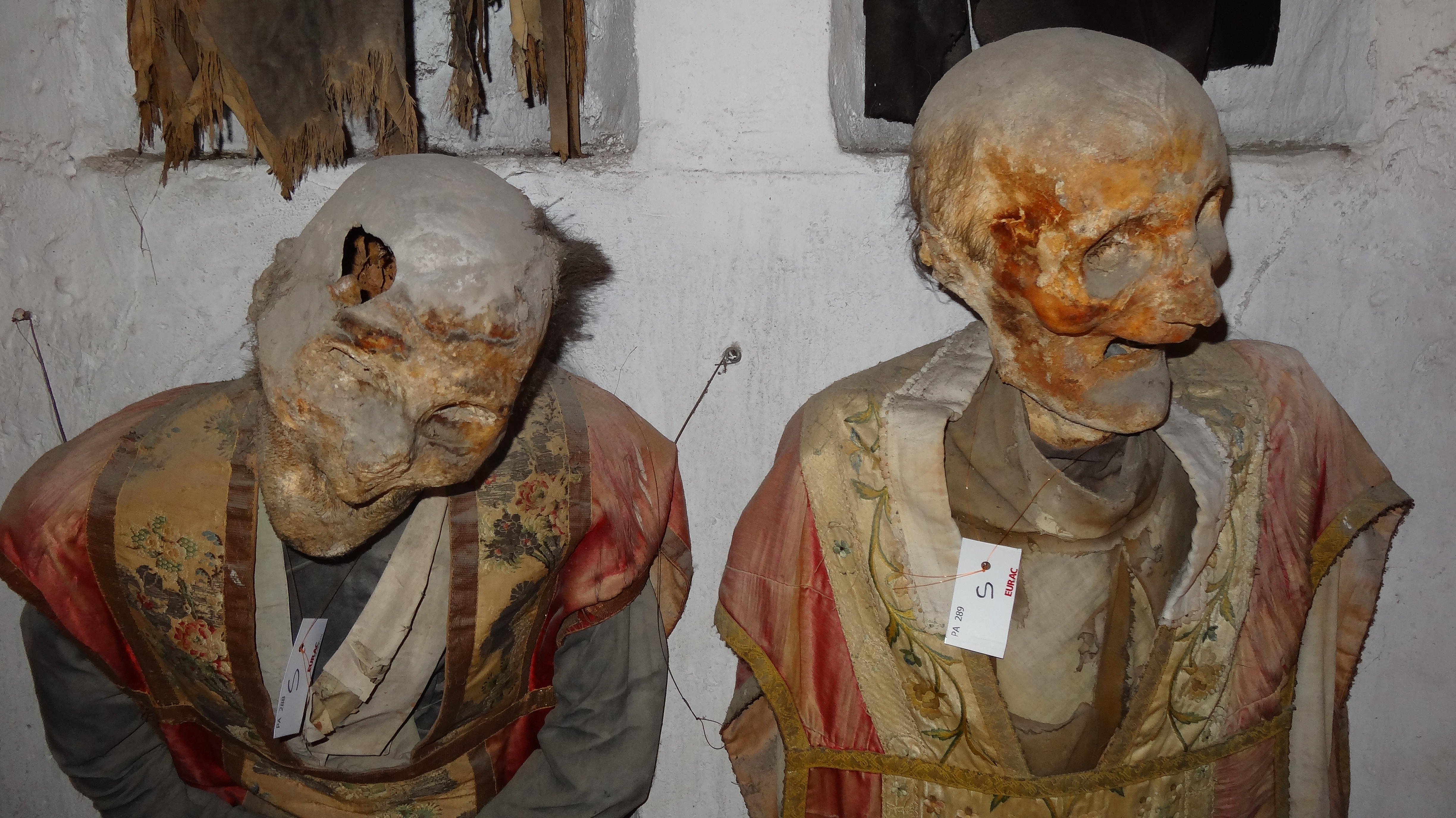
Corredor de los sacerdotes